# Aaron Smith (disc jockey)
Aaron J. Simpson Smith (Chicago, ...) è un produttore discografico e disc jockey statunitense.

## Discografia

### Album in studio
- 1995 - Dana & Tracy
- 2002 - Mushroom Jazz
- 2015 - The Way the World Turns

### Singoli
- 1995 - Sometimes I Wonder
- 2004 - Dancin
- 2005 - Dancing
- 2009 - I Need U 2 C
- 2010 - I Do
- 2010 - NEVER
- 2012 - Trucker's Lament
- 2013 - Outher Level
- 2013 - Tayla's Song
- 2014 - Alife
- 2014 - Don't You Know
- 2015 - Seagraves
- 2016 - House Party
- 2016 - Pulse
- 2017 - A Baby
- 2018 - Alife